# China Re
China Re — китайская перестраховочная корпорация. Крупнейшим акционером является государственная инвестиционная корпорация Central Huijin Investment (71,56 % акций), ещё 11,45 % акций принадлежит Министерству финансов КНР.

## История
Перестраховочная компания Китая была создана в 1999 году отделением перестраховочного бизнеса Народной страховой компании Китая (PICC). В 2003 году была реорганизована в перестраховочную группу, а в 2007 году — в акционерную корпорацию. 26 октября 2015 года Х-акции корпорации были размещены на Гонконгской фондовой бирже.

## Деятельность
Страховые премии за 2020 год составили 161,6 млрд юаней, инвестиционный доход — 15,7 млрд, комиссионный доход — 2,7 млрд юаней. Страховые выплаты за год составили 116,7 млрд юаней.
Основные подразделения:
- Перестрахование страховщиков имущества и от несчастных случаев — страховые премии 48,6 млрд юаней, из них 33,4 млрд пришлось на КНР, 11 млрд пришлось на Chaucer (представитель группы в Лондонском синдикате).
- Перестрахование страховщиков жизни и медицинских страховщиков — страховые премии 67 млрд юаней (из них 55 млрд пришлось на КНР).
- Прямое страхование имущества и от несчастных случаев — страховые премии 48,2 млрд юаней (из них 27 млрд пришлось на автострахование).
- Управление активами — под управлением подразделения находилось 308 млрд юаней, из них 143 млрд вложено в облигации, 60 млрд — в акции; инвестиционный доход составил 15,7 млрд юаней[1].

## Дочерние компании
Основные дочерние компании на конец 2020 года:
- China Re P&C (Пекин, КНР)
- China Re Life (Пекин, КНР)
- China Continent Insurance (Шанхай, КНР, 64,3 %)
- China Re AMC (Пекин, КНР, 70 %)
- Huatai Insurance Agency and Consultant Service Limited (Пекин, КНР, 52,5 %)
- China Re UK Limited (Лондон, Великобритания)
- China Re Underwriting Agency Limited (Лондон, Великобритания)
- China Re Hong Kong Company Limited (Гонконг)
- China Re Asset Management (Hong Kong) Company Limited (Гонконг, 96,43 %)
- China Continent Insurance E-commerce Co.Ltd (Нинбо, КНР, 64,3 %)
- China Continent Insurance Agent Co. Ltd (Шанхай, КНР, 64,3 %)
- China Re Catastrophe Risk Management Company Ltd (Чунцин, КНР, 70 %)
- China Re International Company Limited (Лондон, Великобритания)
- CRIH (Лондон, Великобритания)
- Chaucer (Лондон, Великобритания)
- China Reinsurance (Hong Kong) Company Limited (Гонконг)
- CIC (Дублин, Ирландия)
- CRAH (Сидней, Австралия)
- China Reinsurance Finance Corporation Limited (Британские Виргинские острова)